# فردریک رینیتزر
فردریش ریشارد راینیتزر (تولد: ۲۵ فوریه ۱۸۵۷ پراگ، مرگ: ۱۶ فوریه ۱۹۲۷ گراتس)، گیاه‌شناس و شیمی‌دان اتریشی بود. او در اواخر قرن ۱۸۸۰ میلادی، کریستال مایع را کشف کرد.
راینیتزر در شهر پراگ و در خانواده‌ای آلمانی بوهِمی به دنیا آمد.او در دانشگاه صنعتی چک و در رشته‌ی شیمی تحصیل کرد؛در سال ۱۸۹۵ او به دانشگاه صنعتی گراتس رفت، و در سال‌های ۱۹۰۹-۱۹۱۰ رئیس دانشگاه بود.
راینیتزر در سال ۱۸۸۸ ماده‌ای عجیب را کشف کرد که بعدها کریستال مایع نام گرفت.